# Susana Medina
Susana Medina (31 de enero de 1966, Hampshire (Inglaterra), es una escritora anglo-española.

## Trayectoria profesional
De padre español y madre alemana de origen checo, creció en Valencia, España, y vive en Londres desde 1989. Susana Medina ha escrito y publicado poesía, una novela, relatos cortos, ensayos y un script cinematográfico. Desarrolla su actividad profesional en Londres.

## Obra

### Novelas
- Philosophical toys (en inglés). Los juguetes filosóficos. Londres: Dalkey Archive Press. 2015. ISBN 978-1-62897-086-9.

### Películas
- Buñuel’s Philosophical Toys (Los juguetes filosóficos de Buñuel) (directora). Se centra en los casos de fetichismo en las películas del cineasta español Luis Buñuel.[1]
- Leather-bound Stories. (Codirigida con Derek Ogbourne).[2]
- Object Lessons. (En colaboración con el fotógrafo Paul Louis Archer).[3]

### Historias cortas
- Red Tales Cuentos Rojos (en inglés- español). Valencia: Araña Editorial. 2012. ISBN 978-84-94000-33-1.

«[Red Tales Cuentos Rojos es] Una introspección hasta lo más profundo del subconsciente. Susana Medina con una prosa clara y precisa abre una dimensión entre arduos y enigmáticos conflictos que causan inusitadas reflexiones (placeres desde los más dudosos procederes). Espacios que se esparcen en el tiempo donde ya todo es imposible, pues solo queda por alguna razón vivir en una ceremonia de intimismos y placeres. Hurgar más allá de sí contemplando bajo el ensueño de la catarsis una comunión llena de imagen y color.»
Marian Raméntol en La Náusea

- Souvenirs del accidente. Alcira (Valencia): Editorial Germania. 2004. ISBN 978-84-96147-45-4.
- Nosotros. Premio internacional de cuentos Max Aub 1994

### Poesía
- Poem 66 (en inglés-español). Traducción de Rosie Marteau. Londres: Goodmorning Menagerie. 2018. ISBN 978-84-96147-45-4.

### Tesis doctoral
- Borgesland es su tesis doctoral sobre Jorge Luis Borges y los espacios imaginarios, realizada en 2006 en el Birkbeck College de Londres.[4]

«[…] una visión tremendamente inquieta, una escritura que atraviesa implacablemente las fronteras entre géneros y estilos, una lucidez omnipresente y una honestidad abrumadora […]»
Borgesland: entrevista con Susana Medina por Rubén H y Mónica Bergos (en inglés)

## Premios
Ha recibido numerosos premios, incluido el Premio Internacional de Cuentos Max Aub en 1994 con la obra Nosotros.